# Frederik Adolph Uldall
Frederik Adolph Uldall, född 1 oktober 1806 på herrgården Espe vid Korsør, död 4 mars 1873 i Frederiksberg, var en dansk läkare. 
Uldall avlade kirurgisk och medicinsk examen 1830, blev licentiat och disputerade för doktorsgraden 1833, var stadsfysikus i Fredericia från 1836 och därefter landsfysikus i Holbæk 1843–1872. Han premierades för Haandbog i Sundhedspolitiet med særligt Hensyn paa Danmark, udarbejdet for Læger og Jurister (1839), tilldelades 1844 Sundhedskollegiets premie för en avhandling om Medicinalvæsenet i Danmark, var medlem av kommissionen för sanitets- och medicinalförållandenas ordnande i Slesvig och skrev Haandbog i den gjældende Medicinallovgivning for Danmark (1835); Danmarks gjældende civile Lovgivning angaaende Apothekervæsenet (1835) och Den civile Medicinallovgivning i Kongeriget Danmark med nordlige Bilande og Kolonier (I–II, 1863, III 1873).